# Кубок європейських чемпіонів з хокею на траві
Кубок європейських чемпіонів з хокею на траві (англ. EuroHockey Club Champions Cup) — змагання з хокею на траві серед чоловіків для клубів–чемпіонів європейських країн, яке існувало з 1974 по 2007 рік. Вперше було зіграно в 1974 року. Потім на зміну прийшла хокейна Євроліга в 2007 році. Неофіційні турніри також проводились у 1969, 1970, 1971, 1972, 1973 роках.

## Призери
| 1974 | Утрехт, Нідерланди     | «1880 Франкфурт»                | 1–0              | «Кампонг»                       | «Рот-Вайс» (Кьольн)             | 2–1 додатковий час | «Роял Леопольд»                 |
| 1975 | Франкфурт, ФРН         | «1880 Франкфурт»                | 1–0              | «Роял Леопольд»                 | «Саутгейт»                      | 1–0                | «Кампонг»                       |
| 1976 | Амстердам, Нідерланди  | «Саутгейт»                      | 3–2              | «Роял Акл Спорт»                | «Рюссельсхаймер»                | 4–2                | «Славія» (Прага)                |
| 1977 | Лондон, Англія         | «Саутгейт»                      | 4–1              | «Роял Акл Спорт»                | КД «Тарраса»                    | 3–2                | «Шварц-Вайс» ( Кьольн)          |
| 1978 | Барселона, Іспанія     | «Саутгейт»                      | 5–2              | «Рюссельсхаймер»                | «Клайн Звіцерланд»              | 5–2 додатковий час | «Реал Клуб де Поло» (Барселона) |
| 1979 | Гаага, Нідерланди      | «Клайн Звіцерланд»              | 2–1              | «Реал Клуб де Поло» (Барселона) | «Рюссельсхаймер»                | 5–1                | «Едінбург»                      |
| 1980 | Барселона, Іспанія     | «Слау»                          | 1–0              | «Клайн Звіцерланд»              | «Реал Клуб де Поло» (Барселона) | 1–0                | «Франкенталь»                   |
| 1981 | Брюссель, Бельгія      | «Клайн Звіцерланд»              | 4–0              | «СКА» (Свердловськ)             | «Реал Клуб де Поло» (Барселона) | 5–2                | «Слау»                          |
| 1982 | Версаль, Франція       | «Динамо» (Алма-Ата)             | 4–3              | «Клайн Звіцерланд»              | «Реал Клуб де Поло» (Барселона) | 3–1                | «Слау»                          |
| 1983 | Гаага, Нідерланди      | «Динамо» (Алма-Ата)             | 4–2              | «Клайн Звіцерланд»              | «Саутгейт»                      | 3–1                | «Реал Клуб де Поло» (Барселона) |
| 1984 | Тарраса, Іспанія       | «Франкенталь»                   | 3–2              | «Роял Акл Спорт»                | «Атлетік» (Тарраса)             | 4–3                | «Клайн Звіцерланд»              |
| 1985 | Франкенталь, ФРН       | «Атлетік» (Тарраса)             | 3–0              | «Клайн Звіцерланд»              | «Динамо» (Алма-Ата)             | 9–4                | «Франкенталь»                   |
| 1986 | Утрехт, Нідерланди     | «Кампонг»                       | 2–1              | «Уленхорст» (Мюльхайм)          | «Атлетік» (Тарраса)             | 3–1                | «Динамо» (Алма-Ата)             |
| 1987 | Тарраса, Іспанія       | «Блюмендаль»                    | 2–2 4–1 пенальті | «Атлетік» (Тарраса)             | «Уленхорст» (Мюльхайм)          | 3–3 4–1 Пенальті   | «Кампонг»                       |
| 1988 | Блюмендаль, Нідерланди | «Уленхорст» (Мюльхайм)          | 3–3 4–3 пенальті | «Блюмендаль»                    | «Атлетік» (Тарраса)             | 4–1                | «Динамо» (Алма-Ата)             |
| 1989 | Мюльхайм, ФРН          | «Уленхорст» (Мюльхайм)          | 2–0              | «Атлетік» (Тарраса)             | «Блюмендаль»                    | 3–0                | «Саутгейт»                      |
| 1990 | Франкфурт, ФРН         | «Уленхорст» (Мюльхайм)          | 2–0              | «Атлетік» (Тарраса)             | «Блюмендаль»                    | 4–2                | «1880 Франкфурт»                |
| 1991 | Вассенаар, Нідерланди  | «Уленхорст» (Мюльхайм)          | 4–2              | «Атлетік» (Тарраса)             | «ХГК»                           | 7–1                | «Хаунслоу»                      |
| 1992 | Амстердам, Нідерланди  | «Уленхорст» (Мюльхайм)          | 7–2              | «Атлетік» (Тарраса)             | «Блюмендаль»                    | 2–1                | «Ресінг»                        |
| 1993 | Брюссель, Бельгія      | «Уленхорст» (Мюльхайм)          | 1–0              | «Егара»                         | «Роял Леопольд»                 | 0–0 4–3 Пенальті   | «Ресінг»                        |
| 1994 | Блюмендаль, Нідерланди | «Уленхорст» (Мюльхайм)          | 2–0              | «Блюмендаль»                    | «Дюркхаймер»                    | 2–1                | «Хаунслоу»                      |
| 1995 | Мюльхайм, Німеччина    | «Уленхорст» (Мюльхайм)          | 1–0              | «Амстердам»                     | «Атлетик» (Тарраса)             | 4–1                | «Чернуско»                      |
| 1996 | Мюльхайм, Німеччина    | «Уленхорст» (Мюльхайм)          | 3–0              | «Амстердам»                     | «Атлетик» (Тарраса)             | 3–1                | «Грюнвальд» (Познань)           |
| 1997 | Амстердам, Нідерланди  | «ХГК»                           | 4–3              | «Харфештудер»                   | «Егара»                         | 6–1                | «Мінськ»                        |
| 1998 | Тарраса, Іспанія       | «Атлетик» (Тарраса)             | 2–1              | «Амстердам»                     | «Уленхорст» (Мюльхайм)          | 4–0                | «Лілль»                         |
| 1999 | Тарраса, Іспанія       | «Ден Бос»                       | 2–1              | «Егара»                         | «Харфештудер»                   | 7–2                | «Грюнвальд» (Познань)           |
| 2000 | Кеннек, Англія         | «Альстер»                       | 1–1 5–3 пенальті | «Блюмендаль»                    | «Егара»                         | 3–0                | «Кеннек»                        |
| 2001 | Блюмендаль, Нідерланди | «Блюмендаль»                    | 3–1              | «Харфештудер»                   | «Егара»                         | 6–0                | «Кеннек»                        |
| 2002 | Брашаат, Бельгія       | «Альстер»                       | 2–2 5–2 пенальті | «Ден Бос»                       | «Егара»                         | 3–2                | «Сурбітон»                      |
| 2003 | Брюссель, Бельгія      | «Редінг»                        | 1–1 4–2 пенальті | «Реал Клуб де Поло» (Барселона) | «Блюмендаль»                    | 5–2                | «Грюнвальд» (Познань)           |
| 2004 | Барселона, Іспанія     | «Реал Клуб де Поло» (Барселона) | 1–0              | «Альстер»                       | «Амстердам»                     | 1–1 4–3 пенальті   | «Редінг»                        |
| 2005 | Амстердам, Нідерланди  | «Амстердам»                     | 1–0              | «Редінг»                        | «Атлетик» (Тарраса)             | 6–2                | «Альстер»                       |
| 2006 | Кеннек, Англія         | «Штутгартер Кікерс»             | 3–1              | «Атлетик» (Тарраса)             | «Оранж Цварт» (Ейндховен)       | 5–2                | «Почтовец» (Познань)            |
| 2007 | Блюмендаль, Нідерланди | «Крефельдер»                    | 1–0              | «Атлетик» (Тарраса)             | «Блюмендаль»                    | 6–2                | «Редінг»                        |

## Див.також
- Європейська федерація хокею на траві
- Кубок європейських чемпіонів з хокею на траві серед жінок
- Кубок володарів Кубків з хокею на траві (чоловіки)
- Кубок володарів Кубків з хокею на траві (жінки)
- Кубок Трофі з хокею на траві (жінки)